# Asha Gigi
Asha Gigi (provincie Arsi, 15 oktober 1973) is een Ethiopische langeafstandsloopster, die is gespecialiseerd in de marathon. Ze nam eenmaal deel aan de Olympische Spelen en tweemaal aan een wereldkampioenschap, maar won hierbij geen medailles.

## Loopbaan
Asha Gigi nam verschillende malen deel aan de marathon van Parijs. Haar beste prestatie leverde ze hier op 4 april 2004 door tweede te worden met een persoonlijk record van 2:26.05. Dat jaar maakte ze ook op 31-jarige leeftijd haar olympische debuut bij de Olympische Spelen van Athene. Hier moest ze echter nog voor de finish uitstappen.
Gigi is aangesloten bij Omedla.

## Persoonlijke records
Baan
| Onderdeel | Prestatie | Datum       | Plaats    |
| --------- | --------- | ----------- | --------- |
| 5000 m    | 15.37,38  | 5 juni 1999 | Dedham    |
| 10.000 m  | 31.48,31  | 7 juni 2003 | Palo Alto |

Weg
| Onderdeel      | Prestatie | Datum            | Plaats   |
| -------------- | --------- | ---------------- | -------- |
| 10 km          | 32.47     | 26 juni 2005     | Jakarta  |
| 15 km          | 49.54     | 14 augustus 2005 | Helsinki |
| 20 km          | 1:06.44   | 14 augustus 2005 | Helsinki |
| halve marathon | 1:10.27   | 14 augustus 2005 | Helsinki |
| 25 km          | 1:24.13   | 14 augustus 2005 | Helsinki |
| 30 km          | 1:42.37   | 14 augustus 2005 | Helsinki |
| marathon       | 2:26.05   | 4 april 2004     | Parijs   |

## Palmares

### 10.000 m
- 2002: 4e Afrikaanse kamp. - 32.25,74

### 10 Eng. mijl
- 1997: 5e Dam tot Damloop - 55.26

### halve marathon
- 1993: 68e WK in Brussel - 1:19.19
- 1997: 7e halve marathon van Lille - 1:15.45
- 1998: 19e WK in Uster - 1:11.49
- 2002: 17e WK in Brussel - 1:10.42
- 2008:  halve marathon van Praag - 1:12.00

### marathon
- 2003: 5e Rock 'n' Roll Marathon - 2:31.39
- 2003: 19e WK - 2:31.01
- 2004:  marathon van Parijs - 2:26.05
- 2004: DNF OS
- 2004: 10e marathon van Osaka - 2:34.58
- 2004: 13e New York City Marathon - 2:36.31
- 2005:  marathon van Parijs - 2:27.38
- 2005: 16e WK - 2:30.38
- 2005: 7e marathon van Singapore - 2:46.14
- 2006: 4e marathon van Berlijn - 2:32.32
- 2006: 7e marathon van Parijs - 2:32.35
- 2007: 4e marathon van Parijs - 2:29.11
- 2007:  Toronto Waterfront Marathon - 2:33.16
- 2008: 6e marathon van Dubai - 2:28.24
- 2008:  marathon van Hamburg - 2:29.28
- 2007:  Toronto Waterfront Marathon - 2:33.24
- 2009: 11e marathon van Dubai - 2:34.22
- 2011: 6e marathon van Xiamen - 2:34.09

### veldlopen
- 1998: 36e WK (lange afstand) - 27.37
- 1999: 32e WK (lange afstand) - 29.44
- 2000: 28e WK (lange afstand) - 27.35
- 2003: 10e WK (lange afstand) - 27.12